# Agrostis tinctoria
Agrostis tinctoria é uma espécie de gramínea do gênero Agrostis, pertencente à família Poaceae.